# Ella Maillart
Ella Maillart (ur. 20 lutego 1903 w Genewie, zm. 27 marca 1997 w Chandolin) – szwajcarska pisarka, fotografka, podróżniczka i sportsmenka, olimpijka z 1924.

## Życiorys
Podczas letnich igrzysk olimpijskich w Paryżu (1924) była jedyną kobietą uczestniczącą w zawodach żeglarskich. Wystartowała w eliminacjach klasy monotyp olimpijski, nie zdobywając awansu do półfinałów (ostatecznie została sklasyfikowana na 9. miejscu). W latach 1931–1932 pełniła funkcję kapitana kobiecej reprezentacji Szwajcarii w hokeju na trawie. W latach 1931–1934 czterokrotnie wystąpiła w mistrzostwach świata w narciarstwie alpejskim, pięciokrotnie kończąc poszczególne konkurencje w pierwszej dziesiątce: Mürren 1931 – 9. miejsce w slalomie, Cortina d’Ampezzo 1932 – 6. miejsce w zjeździe, Innsbruck 1933 – 9. miejsce w slalomie, Sankt Moritz 1934 – 9. miejsce w zjeździe oraz 10. miejsce w kombinacji.
W latach 30. XX wieku rozpoczęła eksplorację muzułmańskich republik ZSRR oraz innych części Azji i opublikowała serię książek, które – podobnie jak jej fotografie – są dziś uważane za cenne świadectwa historyczne. Pierwsze książki pisała w języku francuskim, później zaczęła pisać również po angielsku. W 1934 francuski dziennik Le Petit Parisien wysłał ją do Mandżurii, aby zdała raport o sytuacji w tym regionie, będącym pod okupacją japońską. Tam poznała Petera Fleminga, znanego brytyjskiego pisarza i korespondenta dziennika The Times, z którym w 1935 odbyła trwającą 7 miesięcy podróż z chińskiego Pekinu do indyjskiego Śrinagaru (trasa o długości 3500 mil, w większość prowadząca przez regiony pustynne i Himalaje, odbyta pociągiem, ciężarówkami, pieszo, konno i na wielbłądach). Celem tej wyprawy było ustalenie, co dzieje się w Sinciangu, w którym właśnie zakończyła się rebelia Kumul. Zarówno Ella Maillart, jak i Peter Fleming opisali tę podróż w swoich książkach. W 1937 powróciła do Azji i na zlecenie Le Petit Parisien przekazywała informacje z terenów Afganistanu, Iranu i Turcji. W 1939 odbyła podróż samochodem z Genewy do Kabulu, w towarzystwie szwajcarskiej pisarki Annemarie Schwarzenbach, z którą razem nakręciły wtedy dwa filmy dokumentalne, w tym jeden kolorowy. Lata II wojny światowej spędziła na południu Indii, poznając tajniki adwajtawedanty, jednej ze szkół filozofii hinduskiej. Po powrocie do Szwajcarii w 1945 mieszkała w Genewie oraz w Chandolin, górskiej wiosce w Alpach Szwajcarskich. Przez kolejne lata nie zaprzestała podróżowania, m.in. w 1986 (mając 83 lata) odwiedziła Tybet. Była pionierką fotografii kolorowej przed II wojną światową.
Rękopisy i dokumenty Elli Maillart są przechowywane w Bibliotece Genewskiej, prace fotograficzne – w Muzeum de l’Elysée w Lozannie, a filmy dokumentalne (o Afganistanie, Nepalu i Południowych Indiach) są część kolekcji Schweizer Filmarchiv, również w Lozannie. Jej fotografie, wykonane w 1932 w czasie podróży po Turkiestanie, stanowią stałą ekspozycję w muzeum w kirgiskim mieście Karakoł.

## Publikacje

### w języku francuskim
- Parmi la jeunesse russe – De Moscou au Caucase
- La vie immédiate
- Ella Maillart au Népal
- Cette réalité que j'ai pourchassée
- Ella Maillart sur les routes de l'Orient
- Chandolin d'Anniviers
- Envoyée spéciale en Manchourie

### w języku angielskim
- Turkestan Solo – One Woman's Expedition from the Tien Shan to the Kizil Kum
- Forbidden Journey – From Peking to Cashmir
- Gypsy Afloat
- Cruises and Caravans
- The Cruel Way
- Ti-Puss
- The Land of the Sherpas

## Filmografia
- Ella Maillart, écrivain
- Ella Maillart chez Bernard Pivot
- Entretiens avec Ella Maillart: Le Monde mon héritage